# Falsomesosella
Falsomesosella – rodzaj chrząszczy z rodziny kózkowatych i podrodziny zgrzypikowych.

## Zasięg występowania
Przedstawiciele tego rodzaju występują na Subkontynencie Indyjskim, oraz w Azji Wschodniej i Południowo-Wschodniej.

## Systematyka
Do Falsomesosella należy 36 gatunków i 2 podrodzaje:

- Podrodzaj: Falsomesosella Pic, 1925
  - Falsomesosella albofasciata
  - Falsomesosella andamanica
  - Falsomesosella annamensis
  - Falsomesosella basigranulata
  - Falsomesosella bhutanensis
  - Falsomesosella bifasciata
  - Falsomesosella breuningi
  - Falsomesosella ceylonica
  - Falsomesosella elongata
  - Falsomesosella gardneri
  - Falsomesosella gracilior
  - Falsomesosella grisella
  - Falsomesosella grisescens
  - Falsomesosella horishana
  - Falsomesosella javanica
  - Falsomesosella mediofasciata
  - Falsomesosella minor
  - Falsomesosella nigronotata
  - Falsomesosella nilghirica
  - Falsomesosella obliquevittata
  - Falsomesosella ochreomarmorata
  - Falsomesosella parvula
  - Falsomesosella perakensis
  - Falsomesosella picescens
  - Falsomesosella robusta
  - Falsomesosella rondoni
  - Falsomesosella rufovittata
  - Falsomesosella sparsa
  - Falsomesosella subalba
  - Falsomesosella subunicolor
  - Falsomesosella theresae
  - Falsomesosella transversefasciata
  - Falsomesosella truncatipennis
  - Falsomesosella unicolor
- Podrodzaj: Antennagelasta Breuning, 1968
  - Falsomesosella saigonensis
  - Falsomesosella thailandica